# 西漢郎中令、光祿勳列表
《漢書·卷十九上·百官公卿表第七上》載，“郎中令，秦官，掌宮殿掖門戶，有丞。武帝太初元年更名光祿勳。屬官有大夫、郎、謁者，皆秦官。又期門、羽林皆屬焉。”
玆据《漢書·卷十九下·百官公卿表第七下》立此列表。
本表亦列出更始帝時期的光祿勳。

## 郎中令
| 序次                     | 諡號 | 姓名   | 在位年數 | 在位時間                              | 皇帝   |
| 西漢郎中令（？—前104年） |      |        |          |                                       |        |
|                          |      | 王恬啟 | ？       | 高帝五年—？ 前202年—？                | 漢高帝 |
|                          |      | 張武   | ？       | 前元元年—？ 前179年—？                | 漢文帝 |
|                          |      | 周仁   | 13年     | 前元元年—後元元年 前156年—前143年     | 漢景帝 |
|                          |      | 賀     | ？       | 後元元年—？ 前143年—？                | 漢景帝 |
|                          |      | 王臧   | 1年      | 建元元年—建元二年 前140年—前139年     | 漢武帝 |
|                          |      | 石建   | 6年      | 建元二年—元光二年？ 前139年—前133年？ | 漢武帝 |
|                          |      | 李廣   | 5年      | 元朔六年—元狩五年 前123年—前118年     | 漢武帝 |
|                          |      | 李敢   | ？       | 元狩五年—？ 前118年—？                | 漢武帝 |
|                          |      | 徐自為 | 13年     | 元狩六年—太初元年 前117年—前104年     | 漢武帝 |

## 光禄勳

### 光禄勳
| 序次                         | 諡號 | 姓名   | 在位年數 | 在位時間                        | 皇帝   |
| 西漢光禄勳（前104年—前80年） |      |        |          |                                 |        |
|                              |      | 徐自為 | ？       | 太初元年—？ 前104年—？          | 漢武帝 |
|                              |      | 韓說   | ？       | ？—征和二年 ？—前91年           | 漢武帝 |
|                              |      | 有禄   | ？       | 征和四年—？ 前89年—？           | 漢武帝 |
|                              |      | 張安世 | 6年      | 始元元年—元鳳元年 前86年—前80年 | 漢昭帝 |

### 右將軍光禄勳
元鳳元年，光禄勳并右將軍。
| 序次                              | 諡號 | 姓名   | 在位年數 | 在位時間                        | 皇帝   |
| 西漢右將軍光禄勳（前80年—前74年） |      |        |          |                                 |        |
|                                   |      | 張安世 | 6年      | 元鳳元年—元平元年 前80年—前74年 | 漢昭帝 |

### 車騎將軍光禄勳
元平元年，改車騎將軍光禄勳。
| 序次                                | 諡號 | 姓名   | 在位年數 | 在位時間                        | 皇帝          |
| 西漢車騎將軍光禄勳（前74年—前67年） |      |        |          |                                 |               |
|                                     |      | 張安世 | 7年      | 元平元年—地節三年 前74年—前67年 | 漢昭帝 漢宣帝 |

### 光禄勳
| 序次                        | 諡號 | 姓名   | 在位年數 | 在位時間                            | 皇帝   |
| 西漢光禄勳（前67年—前48年） |      |        |          |                                     |        |
|                             |      | 范明友 | 1年      | 地節三年—地節四年？ 前67年—前66年？ | 漢宣帝 |
|                             |      | 楊惲   | 5年      | 神爵元年—五鳳二年 前61年—前56年     | 漢宣帝 |

### 前將軍光禄勳
黃龍二年，光禄勳并將軍。
| 序次                              | 諡號 | 姓名   | 在位年數 | 在位時間                        | 皇帝   |
| 西漢前將軍光禄勳（前48年—前47年） |      |        |          |                                 |        |
|                                   |      | 蕭望之 | 1年      | 初元元年—初元二年 前48年—前47年 | 漢元帝 |

### 光禄勳
| 序次                        | 諡號 | 姓名 | 在位年數 | 在位時間                            | 皇帝   |
| 西漢光禄勳（前47年—前41年） |      |      |          |                                     |        |
|                             |      | 賞   | ？       | 初元二年—？ 前47年—？               | 漢元帝 |
|                             |      | 周堪 | 3年      | 初元三年—永光元年 前46年—前43年     | 漢元帝 |
|                             |      | 金賞 | 1年      | 永光元年—永光二年？ 前43年—前42年？ | 漢元帝 |

### 左將軍光禄勳
| 序次                              | 諡號 | 姓名   | 在位年數 | 在位時間                        | 皇帝   |
| 西漢左將軍光禄勳（前41年—前38年） |      |        |          |                                 |        |
|                                   |      | 馮奉世 | 2年      | 永光三年—建昭元年 前41年—前38年 | 漢元帝 |

### 光禄勳
| 序次                        | 諡號 | 姓名   | 在位年數 | 在位時間                        | 皇帝          |
| 西漢光禄勳（前38年—前18年） |      |        |          |                                 |               |
|                             |      | 匡衡   | 1年      | 建昭元年—建昭二年 前38年—前37年 | 漢元帝        |
|                             |      | 永     | 16年     | 建昭二年—陽朔三年 前37年—前22年 | 漢元帝 漢成帝 |
|                             |      | 王章   | 1年      | 陽朔三年—陽朔三年 前22年—前22年 | 漢成帝        |
|                             |      | 辛慶忌 | 4年      | 陽朔四年—鴻嘉三年 前21年—前18年 | 漢成帝        |

### 右將軍光禄勳
鴻嘉三年，光禄勳并將軍。
| 序次                              | 諡號 | 姓名   | 在位年數 | 在位時間                        | 皇帝   |
| 西漢右將軍光禄勳（前18年—前15年） |      |        |          |                                 |        |
|                                   |      | 辛慶忌 | 4年      | 鴻嘉三年—永始二年 前18年—前15年 | 漢成帝 |

### 光禄勳
| 序次                     | 諡號   | 姓名 | 在位年數 | 在位時間                        | 皇帝          |
| 西漢光禄勳（前15年—2年） |        |      |          |                                 |               |
|                          |        | 孔光 | 1年      | 永始二年—永始二年 前15年—前15年 | 漢成帝        |
|                          |        | 韓勳 | 1年      | 永始二年—永始三年 前15年—前14年 | 漢成帝        |
|                          |        | 師丹 | 2年      | 永始三年—元延元年 前14年—前12年 | 漢成帝        |
|                          |        | 平當 | 1年      | 元延元年—元延元年 前12年—前12年 | 漢成帝        |
|                          | 曲陽侯 | 王根 | 1年      | 元延元年—元延元年 前12年—前12年 | 漢成帝        |
|                          | 樂昌侯 | 王安 | 1年      | 元延二年—元延三年 前12年—前11年 | 漢成帝        |
|                          |        | 趙玄 | 2年      | 元延三年—綏和元年 前11年—前8年  | 漢成帝        |
|                          |        | 師丹 | 1年      | 綏和元年—綏和元年 前8年—前8年   | 漢成帝        |
|                          |        | 許商 | 1年      | 綏和元年—綏和二年 前8年—前7年   | 漢成帝        |
|                          |        | 彭宣 | 1年      | 綏和二年—綏和二年 前7年—前7年   | 漢成帝        |
|                          |        | 王能 | 2年      | 綏和二年—建平二年 前7年—前5年   | 漢成帝 漢哀帝 |
|                          |        | 丁望 | 1年      | 建平二年—建平二年 前5年—前5年   | 漢哀帝        |
|                          |        | 平當 | 1年      | 建平二年—建平二年 前5年—前5年   | 漢哀帝        |
|                          |        | 賈延 | 3年      | 建平三年—元壽元年 前4年—前2年   | 漢哀帝        |
|                          |        | 馬宮 | 2年      | 元壽元年—元壽二年 前2年—前2年   | 漢哀帝        |
|                          |        | 甄豐 | 1年      | 元壽二年—元始元年 前2年—1年     | 漢哀帝 漢平帝 |
|                          |        | 甄邯 | 1年      | 元始元年—元始二年 1年—2年       | 漢平帝        |

### 左、右將軍光禄勳
| 序次                        | 諡號 | 姓名 | 在位年數 | 在位時間                  | 皇帝   |
| 西漢右將軍光禄勳（2年—5年） |      |      |          |                           |        |
|                             |      | 甄邯 | 3年      | 元始二年—元始五年 2年—5年 | 漢平帝 |

| 序次                        | 諡號 | 姓名 | 在位年數 | 在位時間                  | 皇帝   |
| 西漢左將軍光禄勳（2年—5年） |      |      |          |                           |        |
|                             |      | 孫建 | 3年      | 元始二年—元始五年 2年—5年 | 漢平帝 |

### 光禄勳
| 序次                  | 諡號 | 姓名 | 在位年數 | 在位時間                    | 皇帝   |
| 西漢光禄勳（5年—9年） |      |      |          |                             |        |
|                       |      | 王惲 | ？       | 元始五年—？ 5年—？          | 漢平帝 |
|                       |      | 劉賜 | 1年      | 更始元年—更始元年 23年—23年 | 更始帝 |